# Résistance aux herbicides

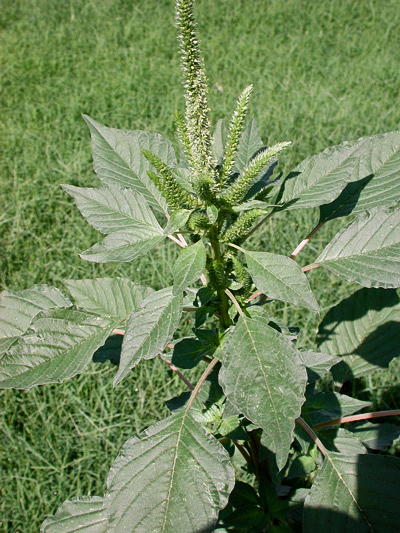
L'amaranthe de Palmer (Amaranthus palmeri), résistante au glyphosate depuis 2005 menace les cultures de cotonnier et soja transgéniques Roundup Ready dans le sud des États-Unis.

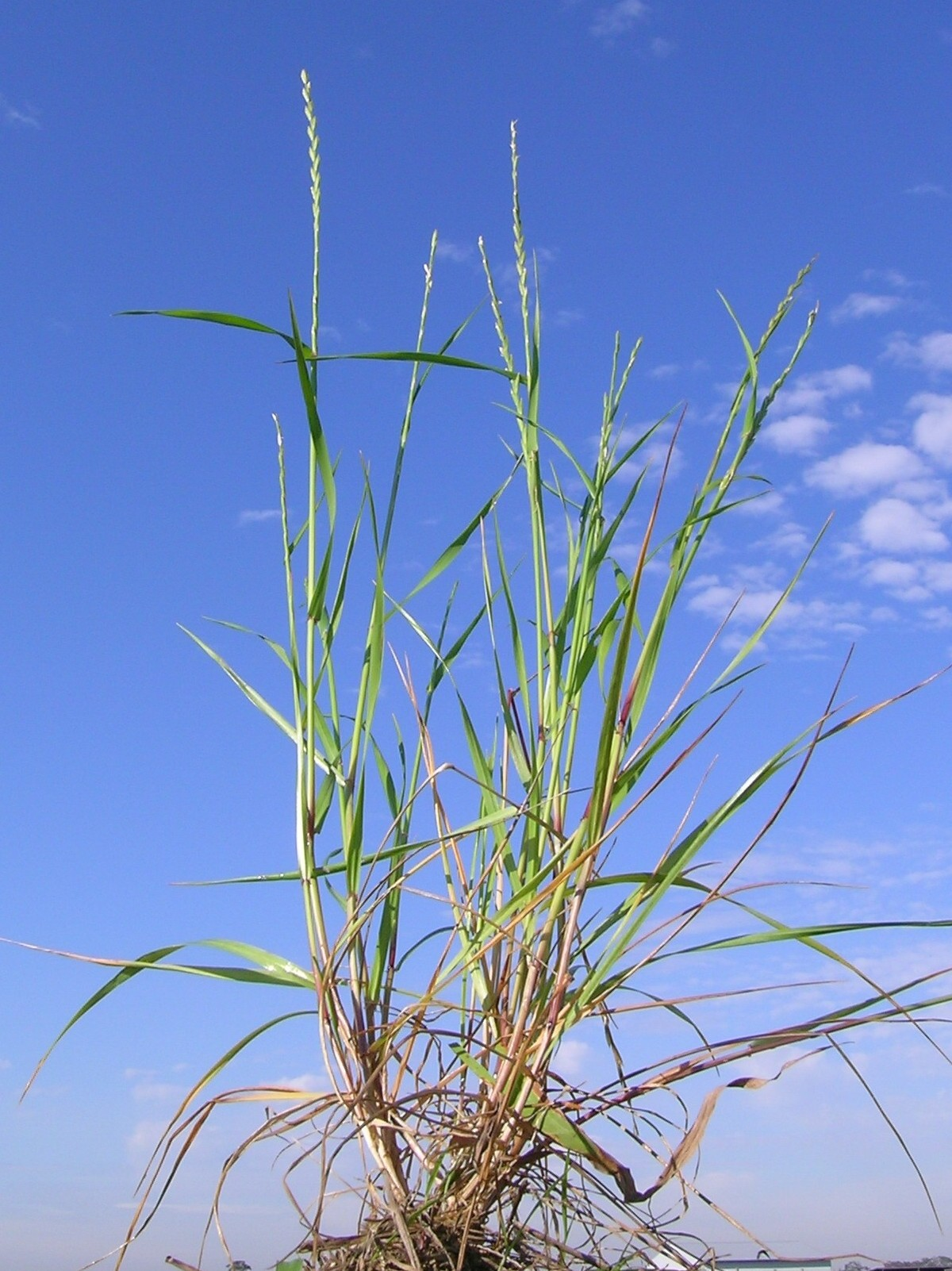
L'ivraie raide (Lolium rigidum), présente des résistances à onze classes d'herbicides dans douze pays, dont plusieurs cas de résistance multiple.

La résistance à des herbicides est la capacité héritée d'une population de plantes à survivre et à se reproduire  après avoir été exposée à une dose d'herbicide qui serait normalement létale pour un biotype sauvage.
La résistance d’une plante peut soit être présente naturellement dans une population donnée à la suite de mutations aléatoires, mais à une fréquence extrêmement faible, soit être induite par des techniques de manipulation génétique ou par la sélection de variants issus de culture tissulaire ou par mutagenèse.
Certains auteurs distinguent la notion de « tolérance aux herbicides », définie comme étant la capacité naturelle, intrinsèque, d'une espèce à survivre et à se reproduire après un traitement herbicide, sans sélection ou manipulation génétique préalable. En pratique, une espèce tolérante aux herbicides n'a jamais pu être maîtrisée totalement ou partiellement par des traitements herbicides, au contraire d'une espèce résistante qui l'est devenue à la suite de traitement répétitifs.
L’apparition de populations de plantes sauvages (adventices, mauvaises herbes) résistantes à un herbicide, ou à une classe d’herbicides s’explique par la pression de sélection consécutive à l'application d’herbicides dans les cultures, les plantes sensibles sont progressivement éliminées tandis que les plantes résistantes aux herbicides survivent et se reproduisent sans la concurrence des plantes sensibles et deviennent dominantes si le même herbicide est utilisé de manière régulière. L'application répétée d'herbicides ayant le même mode d'action donne aux plantes résistantes un avantage compétitif ; celui-ci disparaît si on cesse d'utiliser des herbicides ou si on utilise des substances ayant un mode d’action différent.
Selon le recensement tenu à jour par l'International Survey of Herbicide Resistant Weeds (Enquête internationale sur les mauvaises herbes résistantes aux herbicides), on connaît (début 2016) au niveau mondial 470 écotypes de mauvaises herbes résistantes aux herbicides, appartenant à 250 taxons (espèces, sous-espèces et variétés), dont 145 dicotylédones et 105 monocotylédones.
Les cas de résistance ont été détectés dans des cultures de 86 espèces (ou cultivars) de plantes cultivées et dans 66 pays différents. Ils concernent 157 herbicides (matière active) appartenant à 23 des 26 classes d'herbicides de la classification HRAC.
On connaît par ailleurs plus de 200 variétés (cultivars) de plantes cultivées, appartenant à une quinzaine d'espèces, qui ont été génétiquement modifiées pour être résistantes à un ou plusieurs herbicides ; les plus fréquemment concernées sont le maïs (121 événements), le cotonnier (38), le soja (24) et le colza (21).
La résistance aux herbicides peut être monogénique (commandée par un seul gène) ou polygénique (commandée par plusieurs gènes).

## Pression de sélection
L'apparition de la résistance aux herbicides chez les mauvaises herbes est un processus évolutif dû en grande partie à la sélection provoquée par l'utilisation répétée d'un même herbicide ou de matières actives ayant le même mode d'action. Les herbicides ne créent pas la résistance des plantes, ils ne font que sélectionner des traits de résistance naturels.
Ceux-ci sont le résultat de mutations aléatoires qui peuvent affecter le site cible d'un herbicide ou d'autres processus biologiques et ainsi réduire l'exposition de la plante à l'herbicide en cause. 
Quelle que soit la cause, sous la pression de sélection continue de l'herbicide, les plantes résistantes voient leur fréquence augmenter dans la population au fil de générations. 
Le délai d'apparition d'un phénomène de résistance est fonction de la fréquence initiale du gène de résistance dans la population, des capacités de reproduction de la plante et de la concurrence entre plantes ; il peut nécessiter un nombre plus ou moins important de générations avant de devenir problématique pour l'agriculteur. Ce délai est en moyenne de 10 à 25 ans.

## Évolution
La résistance à des herbicides de synthèse préexistait à l'utilisation de ce type d'herbicides qui ne s'est développée que depuis la fin de la Seconde Guerre mondiale. Par exemple, une étude française a montré qu'une mutation dans le gène de l'acétyl-coenzyme A carboxylase (ACCase), qui confère une résistance à des herbicides, était présente chez un spécimen de Vulpin des champs collecté en 1888 et conservé dans un herbier,.
Les premiers cas de résistance aux herbicides ont été signalés en 1957 d'une part à Hawaï chez la Petite-Herbe-de-l'eau,Commelina diffusa, mauvaise herbe des champs de canne à sucre, et d'autre part en Ontario chez la Carotte sauvage (Daucus carota), ces deux espèces montrant une résistance au 2,4-D, mais ce phénomène n'a attiré l'attention qu'à partir de 1970 après le signalement du premier cas de résistance à la simazine chez des plants de séneçon commun (Senecio vulgaris), constaté en 1968 dans une pépinière de conifères de l'État de Washington,,
Depuis ces premières découvertes, l'évolution des mauvaises herbes résistantes aux herbicides (et leur détection) a augmenté, de manière significative. Début 2016, près de 250 espèces ou variétés de plantes, dans le monde entier, ont manifesté des résistances partielles ou totales à un ou plusieurs modes d'action des herbicides.
| Pays       | Total |
| ---------- | ----- |
| États-Unis | 155   |
| Australie  | 81    |
| Canada     | 64    |
| France     | 46    |
| Chine      | 41    |
| Espagne    | 37    |
| Israël     | 36    |
| Japon      | 36    |
| Brésil     | 35    |
| Allemagne  | 32    |

## Principales espèces de mauvaises herbes résistantes
|     | Espèce                 | Nom commun          |
| --- | ---------------------- | ------------------- |
| 1.  | Lolium rigidum         | Ivraie raide        |
| 2.  | Avena fatua            | Folle avoine        |
| 3.  | Amaranthus retroflexus | Amaranthe réfléchie |
| 4.  | Chenopodium album      | Chénopode blanc     |
| 5.  | Setaria viridis        | Sétaire verte       |
| 6.  | Echinochloa crus-galli | Panic pied-de-coq   |
| 7.  | Eleusine indica        | Éleusine des Indes  |
| 8.  | Bassia scoparia        | Ansérine à balais   |
| 9.  | Conyza canadensis      | Érigeron du Canada  |
| 10. | Amaranthus hybridus    | Amaranthe hybride   |

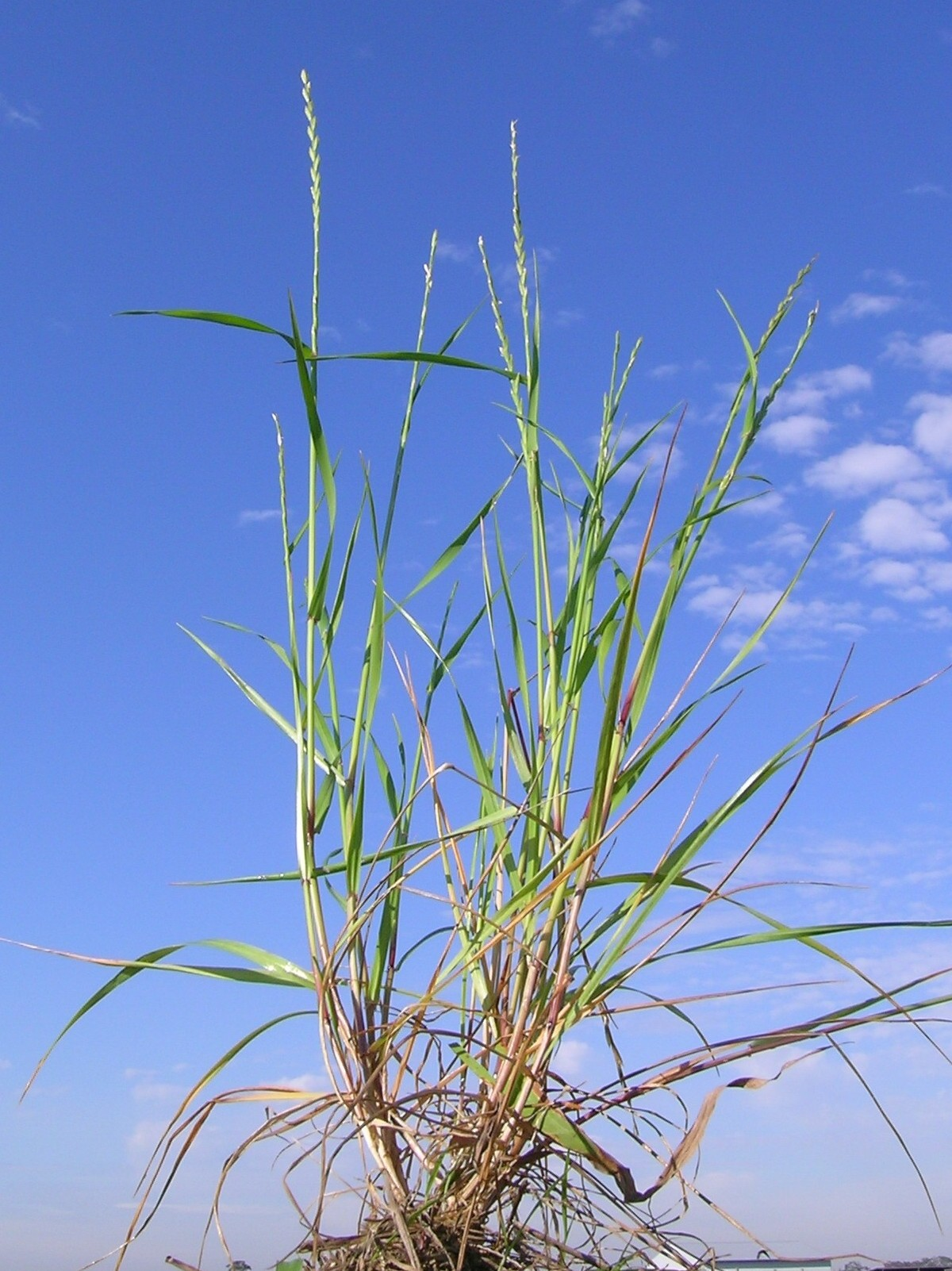
Lolium rigidum.
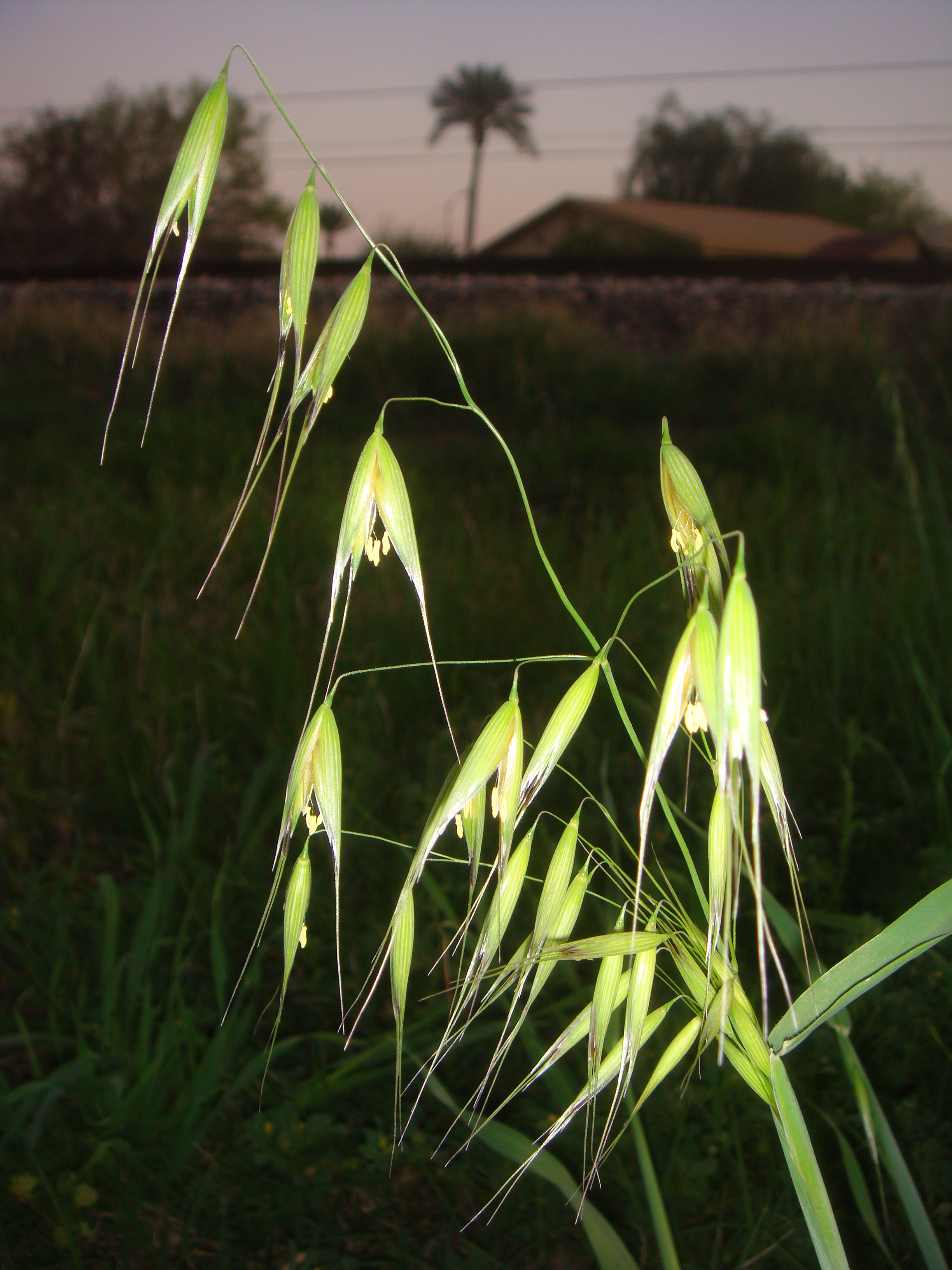
Avena fatua.
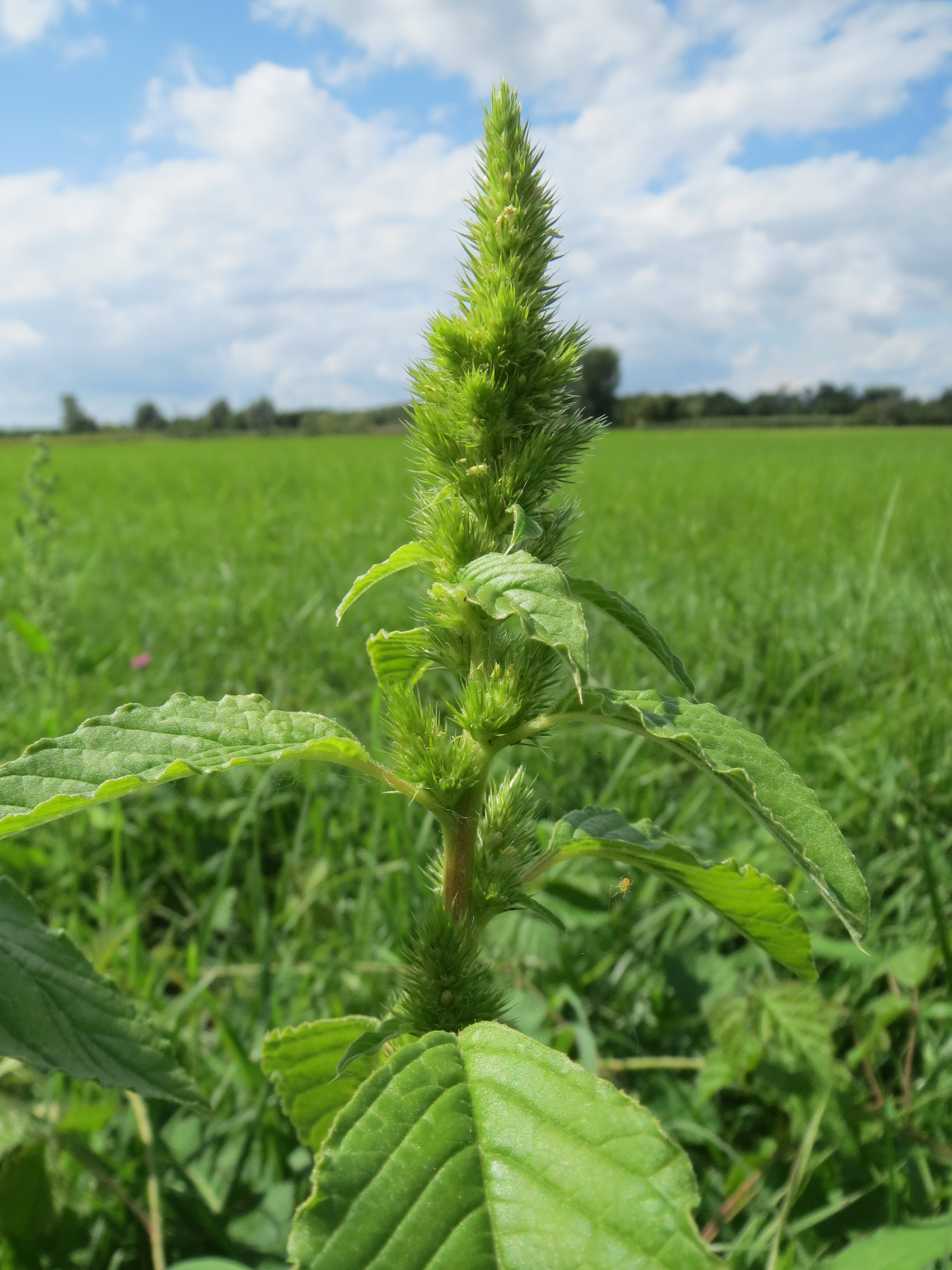
Amaranthus retroflexus.
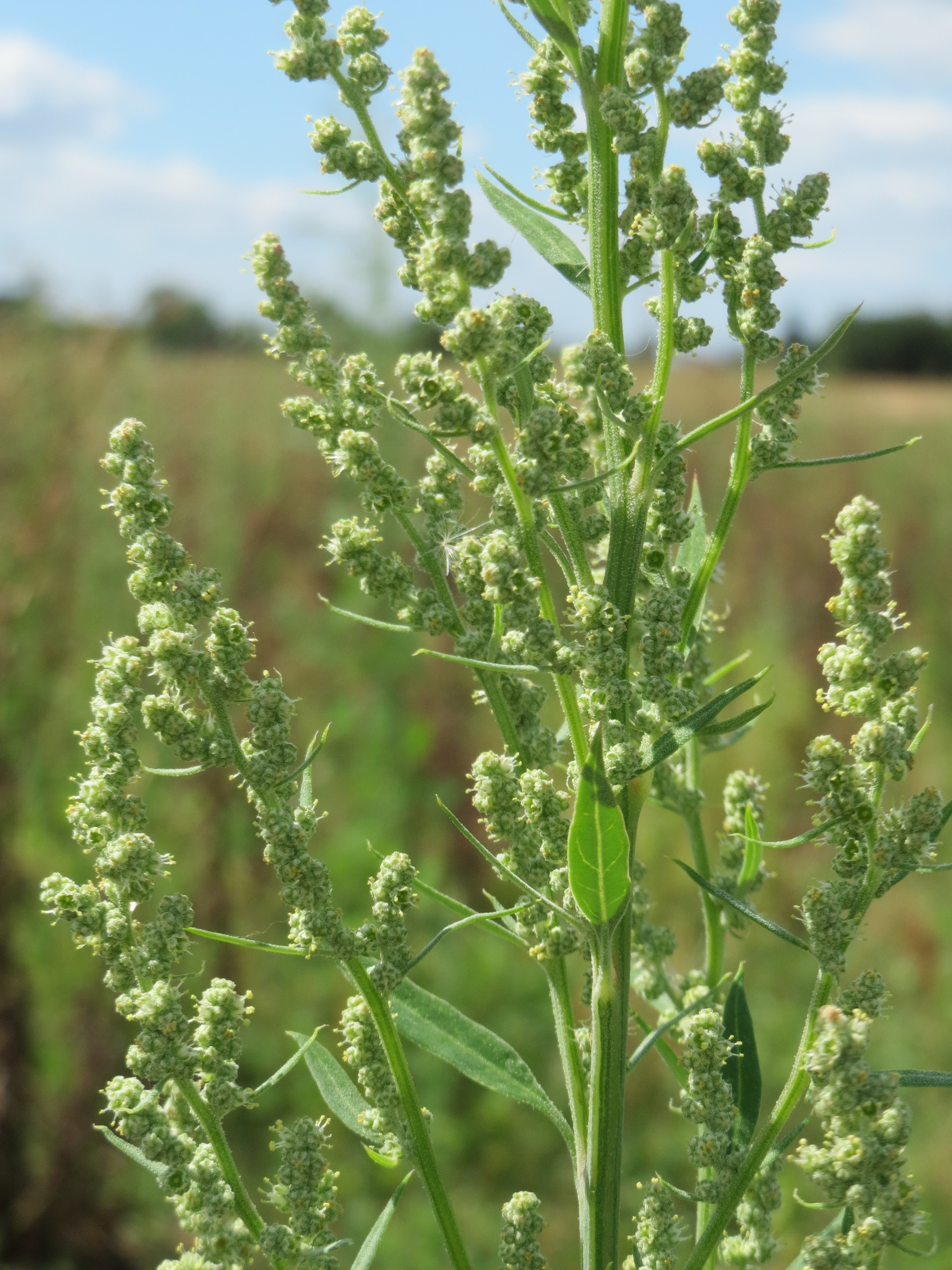
Chenopodium album.
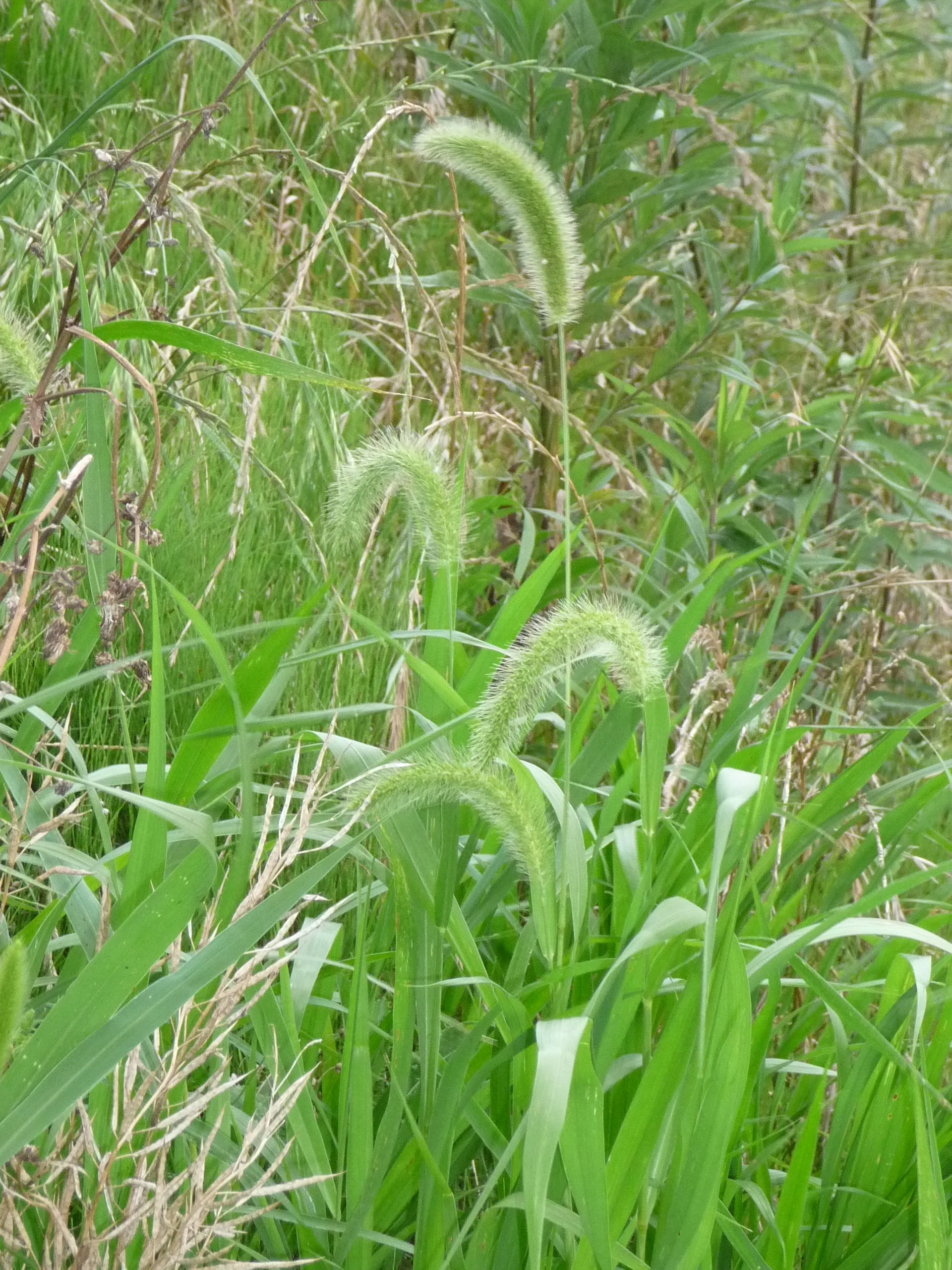
Setaria viridis.

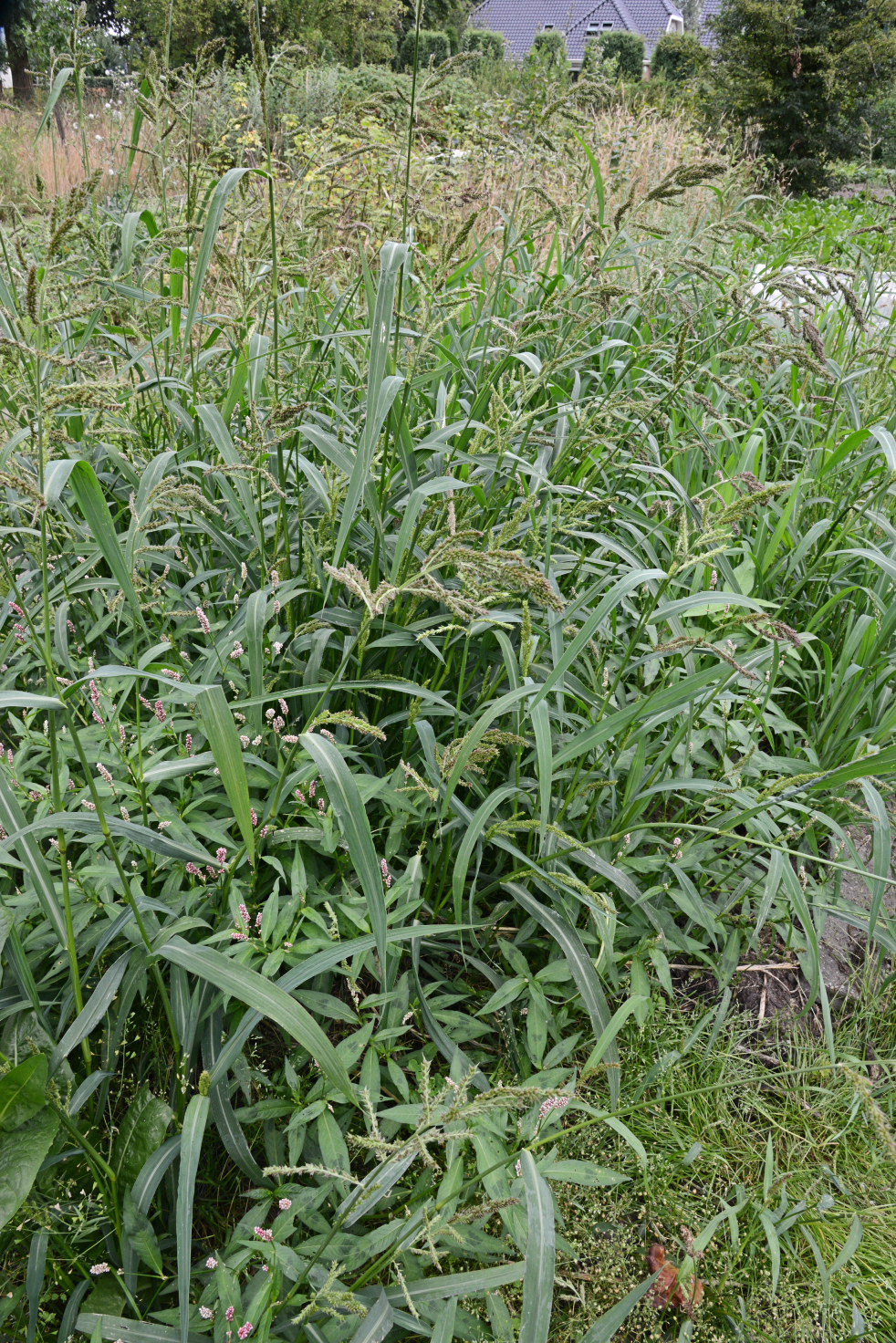
Echinochloa crus-galli.
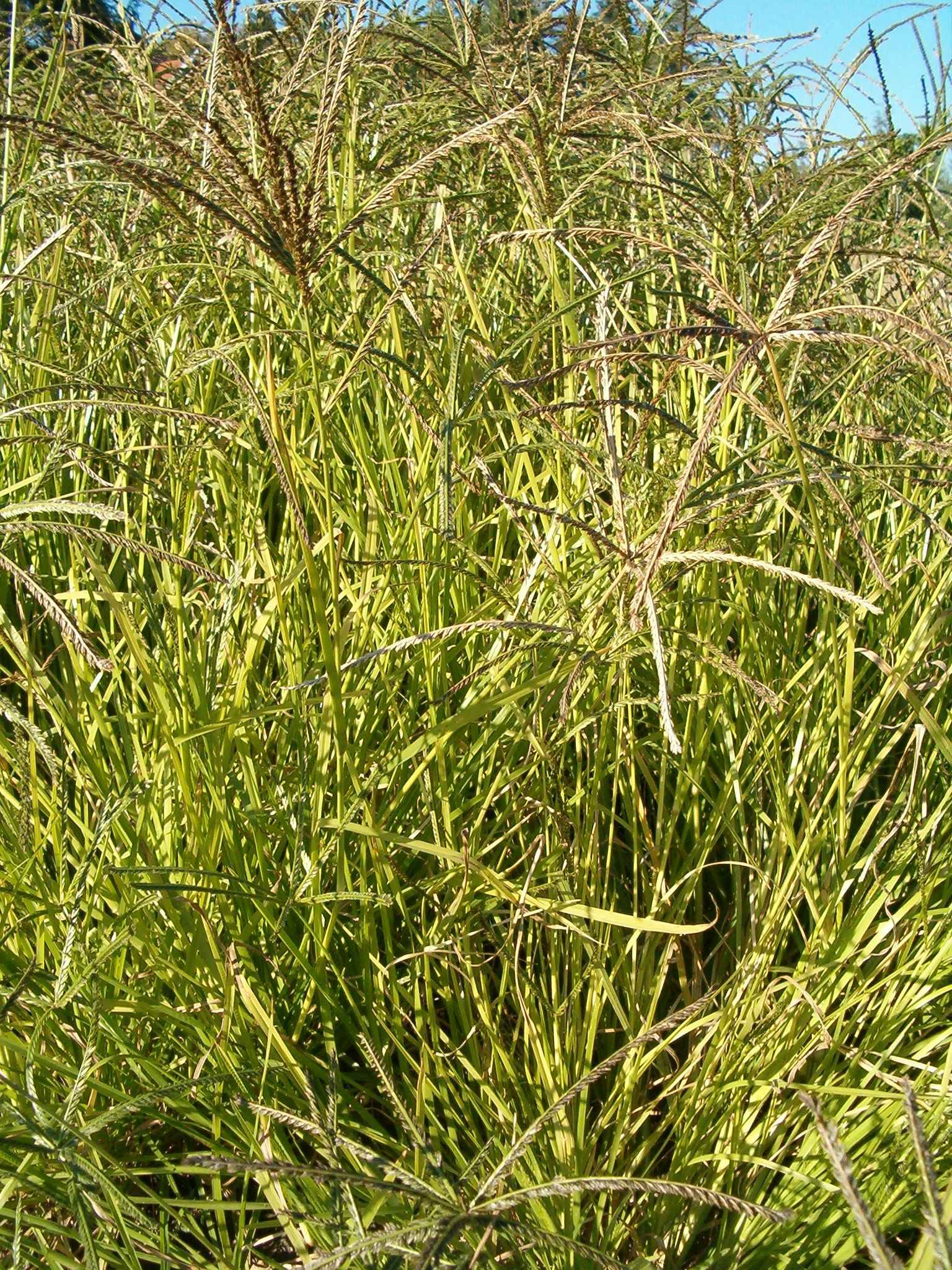
Eleusine indica.
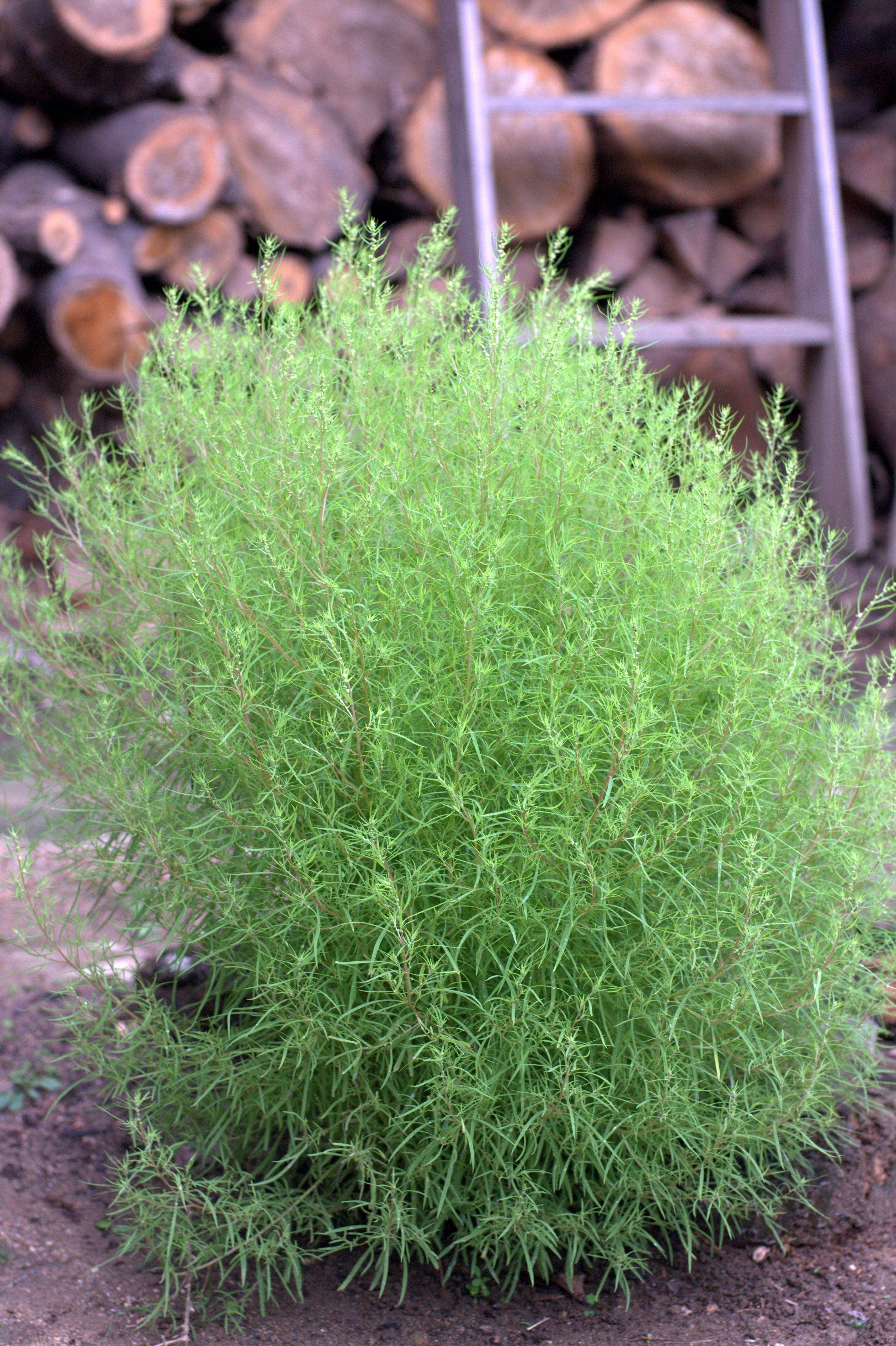
Bassia scoparia.
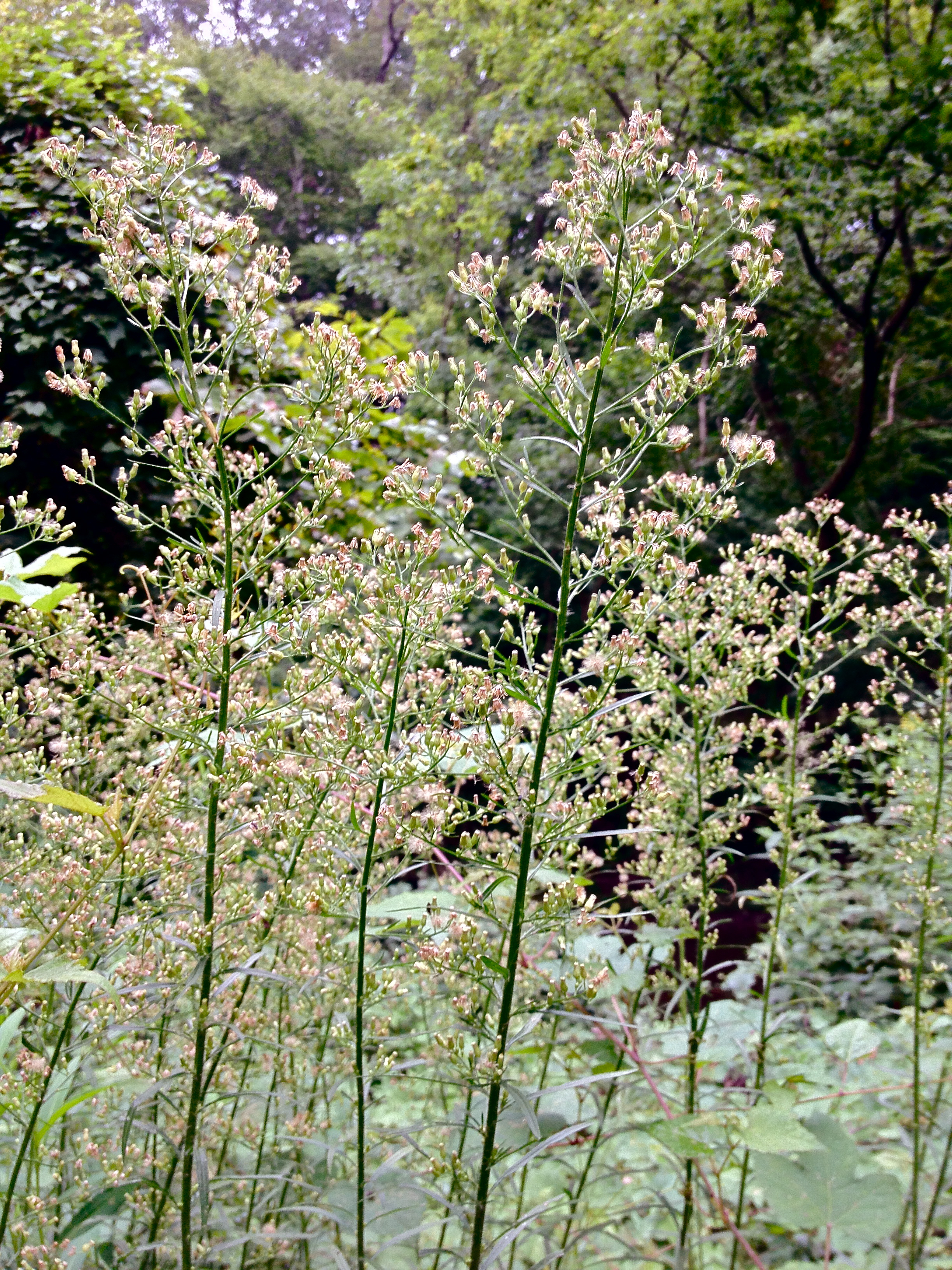
Conyza canadensis.
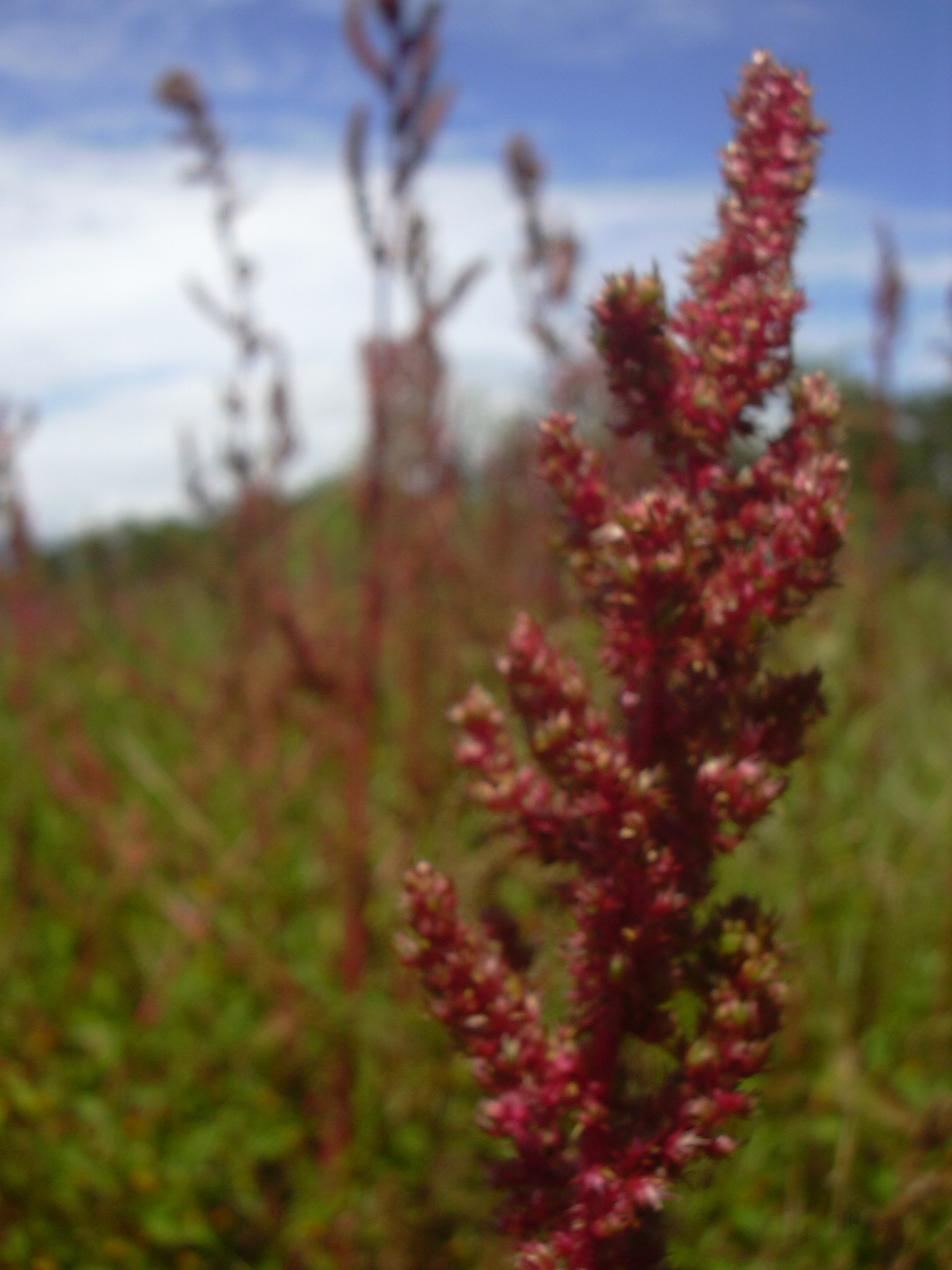
Amaranthus hybridus.

## Types de résistance
Les populations de mauvaises herbes peuvent présenter une résistance à un seul herbicide, on parle alors de résistance simple, ou à plusieurs herbicides appartenant à différentes classes chimiques. il s'agit dans ce cas de résistance croisée ou de résistance multiple.
La résistance croisée se définit comme la capacité de résister à des herbicides ayant un même mode d'action. Cette aptitude est due à un mécanisme biochimique propre à la plante qui peut être commandé soit par un gène unique, soit par plusieurs gènes qui influent sur un mécanisme unique.
Un exemple de résistance croisée est celui du bident pileux (Bidens pilosa) dont une population a été signalée en 1993 dans des cultures de soja au Brésil comme résistante à cinq matières actives (chlorimuron-éthyl, imazaquine, imazéthapyre, nicosulfuron et pyrithiobac-sodium) du groupe B (inhibiteurs de l'ALS) et qui pourrait être résistante à tous les herbicides de ce groupe.
La résistance multiple se définit comme la capacité, d'un individu ou d'une population, de résister à des herbicides ayant des modes d'action différents, chez des plantes possédant deux ou plusieurs mécanismes de résistance distincts,.
Un exemple de résistance multiple est celui de l'ivraie raide (Lolium rigidum), graminée annuelle abondante en Australie, qui présente le schéma de résistance aux herbicides le plus étendu et le plus complexe connu, résistant notamment à douze classes d'herbicides. Une seule population du sud de l'Australie, signalée en 1982 dans des cultures d'orge de printemps et de blé,  présente une résistance multiple à quinze matières actives (chlorprophame, chlorsulfuron, clomazone, diclofop-méthyle, éthalfluraline, fluazifop-p-butyl, imazapyre, métolachlore, metsulfuron-méthyle, quizalofop-p-éthyl, séthoxydime, tralkoxydime, triallate, triasulfuron et trifluraline) appartenant à sept classes selon le mode d'action (A, B, F3, K1, K2, K3 et N).

## Mécanismes biologiques
On distingue deux types de mécanismes de résistance aux herbicides : la résistance liée à la cible (RLC) qui est due à une mutation ou une surexpression de la cible de l'herbicide, et la résistance non liée à la cible (RNLC) qui est due à d’autres mécanismes, par exemple une dégradation rapide de la substance active.
La RLC est généralement monogénique et ne concerne qu’un seul mode d’action herbicide, tandis que la RNLC est généralement polygénique et peut concerner plusieurs modes d’action simultanément.
- Mutation de la cible

Chaque herbicide a un site spécifique (site cible) sur lequel il agit en perturbant un processus physiologique particulier. Lorsque ce site cible est plus ou moins altéré, la molécule active de l'herbicide ne peut plus se lier à ce site et est incapable d'exercer son effet phytotoxique. C'est le mécanisme le plus commun de résistance aux herbicides.
- Amplification ou surexpression de la cible

Lorsque la protéine cible, sur laquelle agit l'herbicide, est synthétisée en grande quantité par la plante, l'effet de l'herbicide devient insignifiant.
- Dégradation de la molécule active (détoxication)

Le métabolisme est un mécanisme qui peut permettre à la plante de « détoxifier » un composé étranger, tel qu'un herbicide. Une mauvaise herbe ayant la capacité de dégrader rapidement une molécule active d'herbicide peut potentiellement l'inactiver avant que le site cible soit affecté.
- Séquestration de la molécule active

Certaines plantes sont capables de limiter le mouvement de composés étrangers (herbicides) dans les cellules ou dans les tissus pour éviter que ces molécules provoquent des effets nocifs. Dans ce cas, la molécule herbicide peut être inactivée, soit par sa liaison, par exemple avec une molécule de sucre de la plante, soit par son retrait des régions actives du métabolisme de la cellule vers des zones inactives dans lesquelles elle se trouve sans effet (par exemple la paroi cellulaire).

## Gestion des risques de résistance
Les principaux points de la gestion des risques de résistance aux herbicides peuvent se résumer ainsi :
1. évaluation du risque par l'examen détaillé des facteurs de risques liés au système de culture en cours,
2. évaluation des options possibles (y compris les coûts) à adapter aux conditions locales,
3. mise en œuvre d'un programme durable de lutte contre les mauvaises herbes (lutte intégrée),
4. rotation des cultures pour diversifier les méthodes de lutte possibles,
5. diversification des pratiques culturales pour réduire le besoin de recours à des herbicides,
6. alternance de matières actives d'herbicides à sites d'action différents pour réduire la probabilité d'apparition d'une résistance à un groupe de produits spécifique[21].